# 한국보험계리사회
한국보험계리사회(韓國計理士會)는 계리분야 조사 연구, 계리사의 교육 및 연수와 국제 교류 및 협력 등을 통해서 보험 산업이 건전하게 발전하는데 기여할 목적으로 설립된 대한민국 금융위원회 소관 사단법인이다. 서울특별시 종로구 종로5길 68 코리안리재보험빌딩 311호에 위치하고 있다.

## 조직

### 총회

#### 회장

##### 부회장

###### 상임이사
- 사무국
- 교육위원회
  - 재무위원회
  - 학술회의위원회
  - 회원관리위원회
- 제도개선위원회
  - 국제협력위원회
  - 계리기준위원회
- 보험회계위원회
  - 계리법인위원회
  - 퇴직연금위원회
  - 시험위원회
- 상품위원회
  - 일반보험위원회
  - 리스크관리위원회